# ويليام أندرو مكدونالد
ويليام أندرو مكدونالد (بالإنجليزية: William Andrew McDonald)‏ هو عالم آثار أمريكي، ولد في 1913 في Warkworth, Ontario ‏ في كندا، وتوفي في 11 يناير 2000.